# Hejdar Alijev
Hejdar Alijev, ook wel geschreven als Heydər Əlirza oğlu Əliyev (Russisch: Гейда́р Али́евич Али́ев, Gejdar Alijevitsj Alijev) (Nachitsjevan, 10 mei 1923 – Cleveland, 13 december 2003) was een Azerbeidzjaans politicus. Van 1993 tot en met 2003 was hij president van Azerbeidzjan. Tevens was hij reeds van 1969 tot en met 1982 leider van de Azerbeidzjaanse Socialistische Sovjetrepubliek en in 1993 parlementsvoorzitter.. 
In 1999 ging de gezondheid van Alijev achteruit na enkele onderzoeken en operaties in de Verenigde Staten. In april 2003 viel hij flauw tijdens een rechtstreeks uitgezonden televisietoespraak. Uiteindelijk trad hij terug als president maar benoemde zijn zoon Ilham Alijev als enige presidentskandidaat voor zijn partij. Op 15 oktober van datzelfde jaar won laatstgenoemde de presidentsverkiezingen. Het was de eerste dynastieke opvolging van dat niveau in een land van de voormalige Sovjet-Unie.
Heydər Alijev overleed op 13 december 2003 op 80-jarige leeftijd in een Amerikaans ziekenhuis.